# Distrito de Lachaqui

Provincia de Canta en el Departamento de Lima, Perú

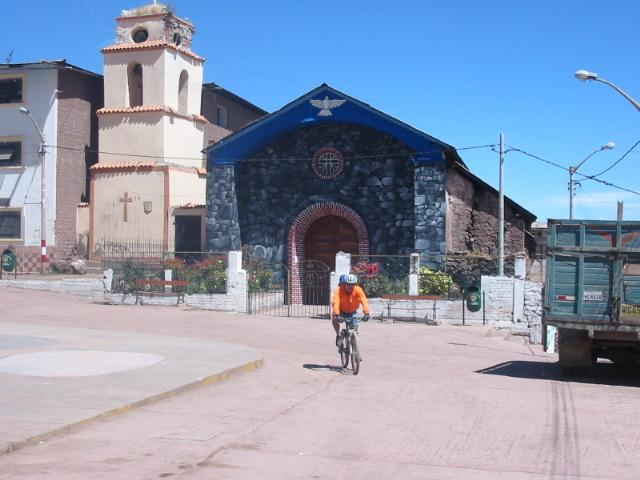
Iglesia de Lachaqui, deteriorada por el paso del tiempo.

El Distrito de Lachaqui es uno de los siete distritos que conforman la Provincia de Canta en el Departamento de Lima, bajo la administración del Gobierno Regional de Lima-Provincias, Perú.
Dentro de la división eclesiástica de la Iglesia Católica del Perú, pertenece a la diócesis de Huacho

## Historia
El distrito fue creado mediante Ley del 16 de enero de 1952, en el segundo gobierno del Presidente Manuel Prado Ugarteche.
El poblado de Lachaqui se fundó en 1735 con la agrupación de pequeños ayllus de Cullpe, Aimara, Huaychacoya, a raíz de las reducciones realizadas por el Virrey Francisco Toledo, llamándola La Villa de San Francisco; este nombre se le otorga debido a que la mayoría de los pobladores caminaban descalzo en la comunidad. Lachaqui significa pie descalzo

## Geografía
El distrito tiene una superficie de 137,87 km², se encuentra a 3 668 m s. n. m. y presenta un clima seco y frío.  Sus anexos son San Lorenzo de Cochabamba y San Juan de Viscas.

## Autoridades

### Municipales
- 2019-2022
  - Alcalde: Arquimedes Fuertes Vilcapoma, del Movimiento Fuerza Regional.
- 2015-2018[2]
  - Alcalde: Idilio Edgard Astocóndor Gonzales, del Movimiento Patria Joven.
  - Regidores:

  1. Jesús Arquímedes Fuertes Flores (Patria Joven)
  2. Nilton José Bohorquez Fuertes (Patria Joven)
  3. Flavia Cirila Hilario Alvarado (Patria Joven)
  4. Fausto Braulio Salazar Zárate (Patria Joven)
  5. Nelly Fuertes Baldeón (Movimiento Regional Unidad Cívica Lima)
- 2011-2014[3]
  - Alcalde: Porfirio Augusto Parra Carrillo, Movimiento Lachaqui para Todos (LPT).[4]
  - Regidores: Homero Palomares Vilcapoma (LPT), María del Rosario Castañeda Vilcapoma (LPT),  Wilfredo Fredy Astocóndor Villar (LPT), Carlos Yoner Hilario Bohorquez (LPT), Blas Gregorio Garay Villar (Fuerza 2011).
- 2007-2010[5]
  - Alcalde: Elizabeth Orfelinda Fuertes Mateo, Partido Aprista Peruano (PAP).
- 2003-2006
  - Alcalde: Homero Palomares Vilcapoma, Partido Perú Posible.
- 1999-2002
  - Alcalde: Sergio Santiago Mariano Astocóndor, Movimiento político Frente de Integración y Desarrollo Canteño.
- 1996-1998
  - Alcalde: Edurando David Fuertes Mateo, Lista independiente N.º 17 Honestidad y Progreso.
- 1993-1995
  - Alcalde: Víctor Manuel Funes Sacramento, Lista independiente Movimiento Lachaqui 2000.

### Policiales
- Comisaría  
  - Comisario: Mayor PNP  Joel Herbert RIVERA BERNARDO.

### Religiosas
- Diócesis de Huacho[6]
  - Obispo de Huacho: Mons. Antonio Santarsiero Rosa, OSI.
- Parroquia[7]
  - Párroco: Pbro.

## Educación

### Instituciones educativas
- IE Nuestra Señora del Carmen

## Vías de acceso
El camino para llegar a él desde Lima dista de 122 km y pasa por los siguientes lugares: distritos de San Martín de Porres, Los Olivos, Comas y Carabayllo (Lima), luego se llega a Trapiche (km 40), Huaraví (km 45), Yangas (km 55), Santa Rosa de Quives (km 65), Yaso (km 75), Canta (km 100), Pariamarca (km 105), Carhua (km 112) y finalmente se llega a Lachaqui.
Alternativamente se puede viajar por la ruta del río Quisquichaca o del valle de Arahuay, el desvío está en Santa Rosa de Quives, y se va por la margen derecha, pasando por los pueblos de San Felipe de Licahuasi, Collo y Arahuay. La distancia aproximada de Lima a Lachaqui por esta vía es de 110 km, pero el tramo de Santa Rosa de Quives a Lachaqui es llano.

## Atractivos turísticos
Entre los atractivos turísticos de Lachaqui están las ruinas Chachas y Cullpe. Son antiguas edificaciones incas o chullpas de piedras, la primera se ubica a 8 km de Lachaqui y se encuentra exactamente al frente de las ruinas de Tunshuhillca (Arahuay), mientras que la segunda se encuentra en la cima del cerro Santa Elena a unos 400 metros del poblado.

## Festividades
Lachaqui es reconocido por sus fiestas patronales, siendo la principal en homenaje a la Virgen del Carmen, que se realiza todos los años del 14 al 16 de julio, en ella hay verbenas con quema de castillos artificiales, amenizadas por bandas y orquestas, también los días 16, 18 y 20 de julio se llevan a cabo las corridas de toros, en donde devotos, público en general y lachaquinos de otras partes visitan Lachaqui.
Otra fiesta muy tradicional es la herranza comunal que se realiza el 24 25 26 27 28 y 29 de julio en la Laguna Grande en homenaje al ganado lanar, donde se le viste de hermosos aretes de cinta de colores y se disfruta del sabroso menestrón y pachamanca preparados para la ocasión por los comuneros.